# 英國第四頻道公司
英國第四頻道公司（英語：Channel Four Television Corporation）是英國的一個國有媒體企業，運營有包括第四台在內的12個電視頻道及隨選視訊服務。和BBC不同的是，第四頻道公司沒有任何公共資金，完全來自商業活動。
第四頻道公司成立於1982年，當時是IBA完全擁有的子公司，並在1993年成為一家獨立的法定公司。

## 連結
- channel4.com/info/corporate （页面存档备份，存于）